# REP.1

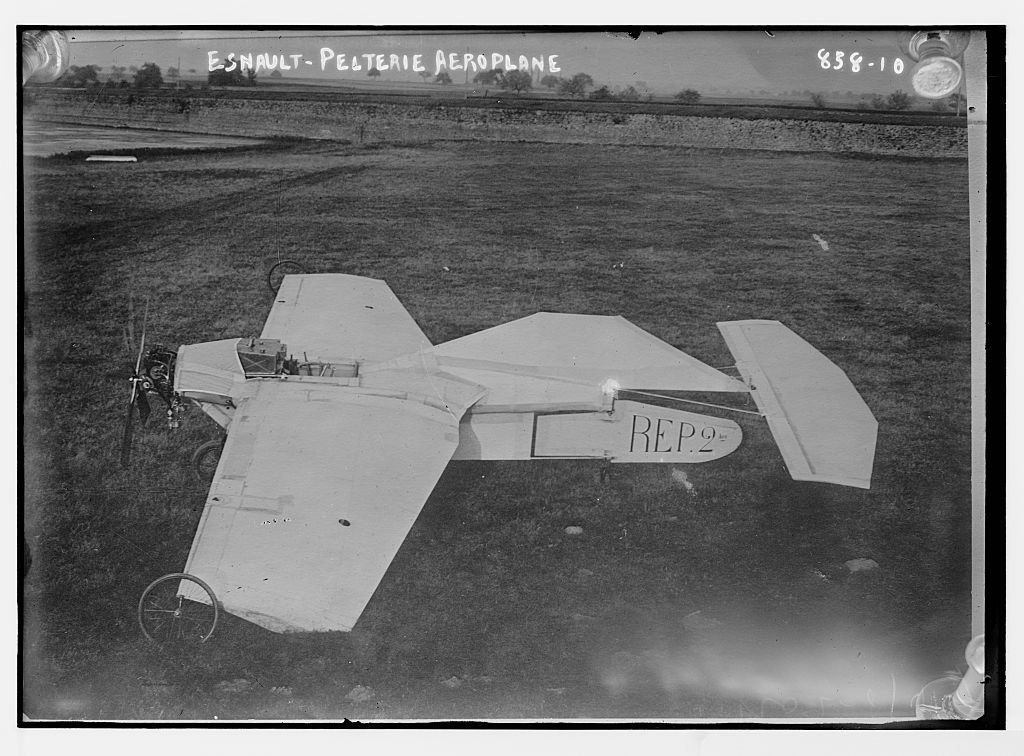
REP.2

REP.1(および、その後に造られたREP.2）は、20世紀初頭にフランスで造られた飛行機である。ロベール・エスノー＝ペルトリが設計した。単座の単葉機である。主脚が独特で1輪の主脚と小さな尾脚からなっていて、翼端に補助輪が取り付けられた。これらの航空機は初めて操縦かんで操縦された航空機である。REP.2はREP.1とは脚が若干かえられたのと安定性を保つためのフィンが胴体下から、胴体の背に移された。構造も先駆的で胴体は鋼管を溶接して造られた。
エスノー＝ペルトリは1907年9月にREP.1のテストを初め、10月には成功した。翌年の6月にはREP.2の試験を始め、すぐに単葉機の高度と航続距離の記録を造った。その後改造されて REP.2bisとなり、1909年ランスの航空競技会に参加した。
REP.1はパリ工芸博物館に展示されている。

## 仕様(REP.1)
- 乗員：1名
- 全長：6.85 m
- 翼巾：9.60 m
- 翼面積：18.0 m²
- 機体重量：350 kg
- エンジン：7気筒 35 hp
- 最大速度： 60 km/h